# Tim Hamilton
Tim Hamilton es un modelo y actor de pornografía gay de la República Checa. Comenzó su carrera en los estudios BelAmi, especialista en realizar películas con jóvenes modelos procedentes de la Europa del Este. El último vídeo protagonizado por Tim se titula KnockOut de Falcon International, publicado en mayo del 2007.

## Biografía
Tim fue descubierto por Bel Ami en el año 2000, y protagonizó numerosas películas. Su última aparición en un vídeo de esta compañía fue en Red Hot Chili Sex, lanzada a comienzos de 2007.
Durante su carrera ha actuado junto a otros conocidos actores de Bel Ami como Lukas Ridgeston y Dano Sulik. Él también apareció en un vídeo bareback (sin condón) con Tommy Hansen.
Después de que su contrato con Bel Ami acabara, un portavoz de la compañía publicaba que Hamilton siempre se había reconocido así mismo como heterosexual, no homosexual ni bisexual, a pesar de las numerosas ocasiones en las que se aseguraba que era gay; pero la intención de su supuesta sexualidad también era definida por sus posiciones sexuales es decir como activo y en muchas ocasiones pasivo.

## Listado de películas
| Año  | Título                          | Estudio |
| ---- | ------------------------------- | ------- |
| 2000 | 101 Men - Part 8                | Bel Ami |
| 2000 | Flings                          | Bel Ami |
| 2001 | Coverboys                       | Bel Ami |
| 2001 | Personal Trainers 2             | Bel Ami |
| 2002 | Summer 4                        | Bel Ami |
| 2003 | Just for Fun                    | Bel Ami |
| 2004 | Greek Holidays Part 1           | Bel Ami |
| 2004 | Greek Holidays Part 2 (Bel Ami) | Bel Ami |
| 2005 | Lukas in Love                   | Bel Ami |
| 2006 | Private Life of Tim Hamilton    | Bel Ami |
| 2007 | Red Hot Chili Sex               | Bel Ami |
| 2007 | Knock Out                       | Falcon  |

- Datos: Q2732037